# Middlesbrough
Middlesbrough város az Egyesült Királyság területén, Anglia északkeleti részén, a Tees folyó partján, Yorktól 70 km-re É-ra ill. Leedstől 100 km-re ÉK-re. Lakossága 138 ezer fő volt 2011-ben.
Vas- és acélgyártásáról ismert város, de napjainkban már a vegyipar a meghatározó. Teesport mintegy 4–5 km-re K-re található Északi-tengerbe ömlő Tees folyó partján, amely az egyik legnagyobb kikötő az Egyesült Királyságban.
Amikor 1830-ban a Stockton-Darlington-vasútvonal elérte Middlesbrough-t, még kicsi falu volt. A Dél-Durhamből származó szén szállításának, a várostól délre eső Cleveland-hegységben levő vasérc kitermelésének, valamint a vas- és acélipar megteremtésének köszönhetően (ez utóbbi már jelentősen visszaszorult) népessége 1870-re 40 ezer főre nőtt, és a világ egyik legnagyobb acéltermelője lett.

## Fordítás
Ez a szócikk részben vagy egészben  a   Middlesbrough című angol Wikipédia-szócikk fordításán alapul.  Az eredeti cikk szerkesztőit annak laptörténete sorolja fel. Ez a jelzés csupán a megfogalmazás eredetét és a szerzői jogokat jelzi, nem szolgál a cikkben szereplő információk forrásmegjelöléseként.